# Пикеринг (Онтарио)
Пи́керинг (англ. Pickering) — канадский город в провинции Онтарио, расположенный в графстве Дарем. По переписии 2006 в нём проживало 87 838 человек.

## Местоположение
Расположен непосредственно к востоку от Торонто. Входит в регион Большого Торонто.

## Соседние муниципалитеты
- Маркхам
- Аксбридж
- Торонто
- Эйджакс
- Уитби